# Coryphantha potosiana
Coryphantha potosiana ist eine Pflanzenart in der Gattung Coryphantha aus der Familie der Kakteengewächse (Cactaceae). Das Artepitheton potosiana verweist auf das Vorkommen der Art im mexikanischen Bundesstaat San Luis Potosí.

## Beschreibung
Coryphantha potosiana wächst einzeln mit kugelförmigen graugrünen Trieben von bis zu 8 Zentimeter Durchmesser. Die bis 8 Millimeter langen Warzen sind konisch geformt. In den Axillen und in den Furchen der Warzen sitzen gelblich orangefarbenen Nektardrüsen. Der einzelne Mitteldorn, der meist fehlt, ist abstehend und leicht abwärts gebogen. Er ist gelblich mit einer dunkleren Spitze und 1,5 bis 2,3 Zentimeter lang. Die zwölf bis 18 weißlichen, braun gespitzten Randdornen sind ausstrahlend und greifen ineinander.
Die hell lohfarbenen bis cremefarbenen Blüten sind bis 2,2 Zentimeter lang und erreichen Durchmesser von 2 Zentimeter. Die anfangs trübgrünen Früchte sind später lohfarben. Sie weisen Längen von bis zu 1,2 Zentimeter auf.

## Verbreitung, Systematik und Gefährdung
Coryphantha potosiana ist im mexikanischen Bundesstaat San Luis Potosí auf Hügelrücken mit fast nacktem Lavaboden verbreitet.
Die Erstbeschreibung als Mammillaria potosiana durch Georg Albano von Jacobi wurde 1856 veröffentlicht. Charles Edward Glass und Robert Alan Foster stellten die Art 1971 in die Gattung Coryphantha.
In der Roten Liste gefährdeter Arten der IUCN wird die Art als „Critically Endangered (CR)“, d. h. als vom Aussterben bedroht geführt.

## Nachweise